# Opuntia macrocentra
Opuntia Macrocentra
Espèce
Classification APG II (2003)
Statut de conservation UICN

 LC  : Préoccupation mineure
Statut CITES
Opuntia macrocentra est une plante de la famille des Cactacées, originaire des États-Unis (Texas, Arizona) et du Mexique (Chihuahua).

## Description

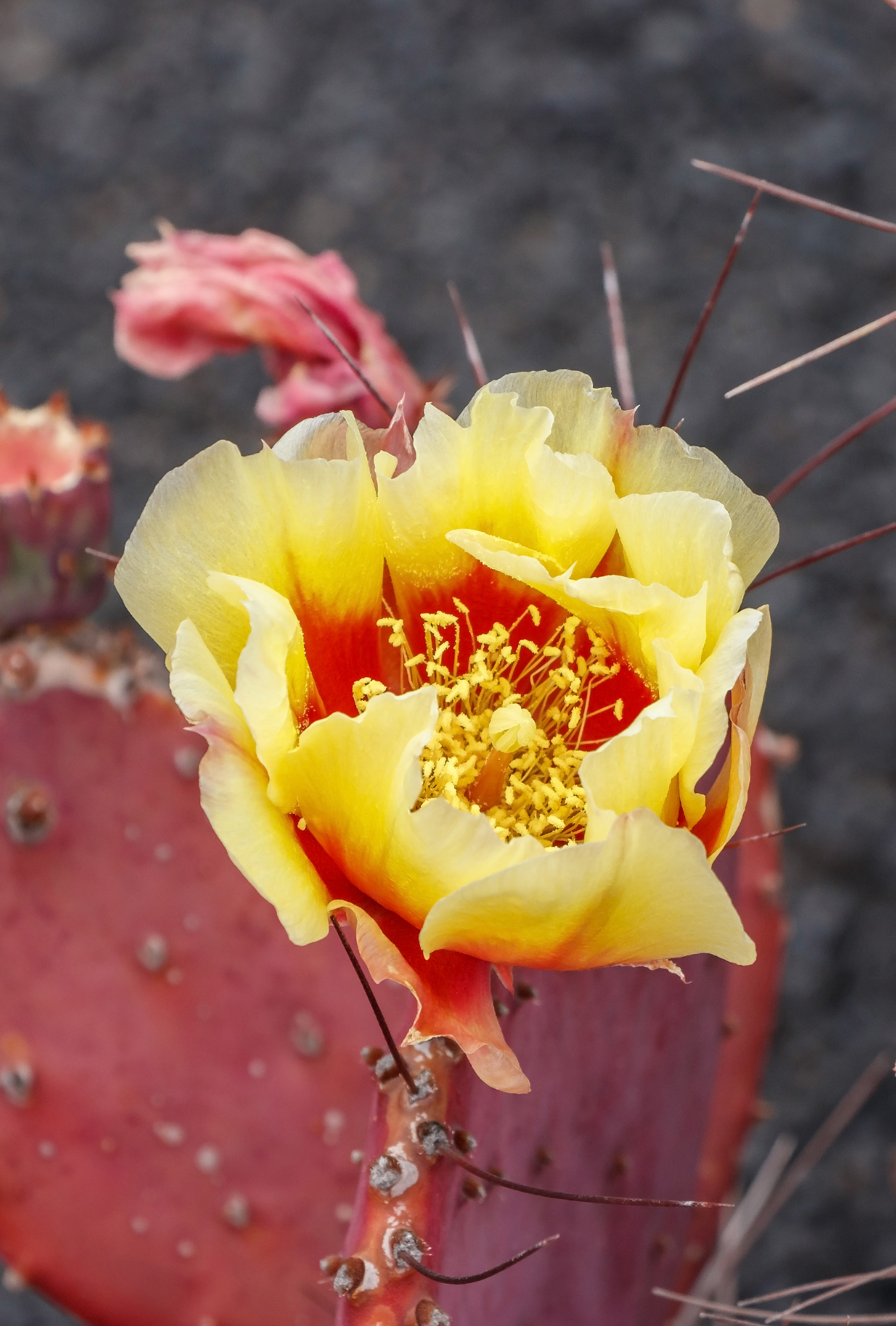
Opuntia macrocentra en fleurs.

C'est un cactus buissonnant à branches dressées dont les rameaux (raquettes) et sont de couleur violacée. Quelques aiguillons, très longs se dressent sur la partie supérieure de la raquette.
Les fleurs sont jaunes à l'extérieur, jaunes et rouges à l'intérieur, et mesurent environ 7 cm de largeur. Elles durent deux jours. Le fruit est pourpre et mesure 6 cm.